# المنامة
المنامة هي عاصمة مملكة البحرين وأكبر المدن فيها. مساحتها 27.48 كم2 وعدد سكانها 360,874 نسمة (إحصائية 2001)، وهي من أعلى مدن العالم كثافة سكانية، تقع المنامة على الساحل الشمالي للبحرين، غرب مدينة المحرق، وتعد المنامة المركز المالي والاقتصادي للبحرين، ترتبط المنامة بجزيرة المحرق عبر 3 جسور، وكما يربطها بجزيرة سترة جسر . ويوجد بالمنامة ميناء سلمان.
تعتبر المنامة القاعدة الاقتصادية في البحرين لوجود الشركات والمجمعات التجارية. تعتبر المنامة إحدى البلديات الإثنى عشرة في البحرين.

## التاريخ
ذكرت المنامة منذ عهد بعيد في المؤرخات الإسلامية. احتلها البرتغاليون في عام 1521 ثم احتلتها الدولة الصفوية عام 1602. ثم أخرجهم منها آل خليفة عام 1783. أصبح المنامة ميناء حراً عام 1958، وعاصمة البحرين في عام 1971 عندما استقلت من المملكة المتحدة.

## أحياء وضواحي المنامة
- ضاحية السيف وهي منطقة حديثة تقع في شمال المدينة .
- الجفير وهي إحدى ضواحي الجنوبية لمدينة المنامة قد كانت قرية ريفية لكن بعد التطور الاقتصادي والعمراني أصبحت ضاحية سياحية ويقصدها السواح، وتوجد بها منطقة قديمة سكنية يسكنها أهالي المنطقة، وتعتبر من أهم المناطق السياحية في البحرين.
- البلاد القديم وهي عاصمة البحرين القديمة ومركز السلطات آنذاك، اليوم هي إحدى الضواحي الجنوبية لمدينة المنامة، يحيطها من الشرق منطقة الزنج ومن الغرب منطقة الخميس ومن الجنوب خليج توبلي ومن الشمال القفول ، وبها أحد أقدم المساجد في التاريخ وهو مسجد المشهد ذو المنارتين (مسجد الخميس) .
- السنابس وهي إحدى الضواحي الغربية لمدينة المنامة وبها أكبر عدد من سكان محافظة المنامة مع منطقة البلاد القديم.
- الماحوز
- أم الحصم
- المنطقة الدبلوماسية وهي تقع في شمال المدينة وتوجد بها المحاكم والسفارات والعديد من المؤسسات الدبلوماسية.
- عذاري
- رأس الرمان وهي إحدى مناطق وسط المنامة.
- النعيم
- العدلية
- الحورة
- كرباباد
- الزنج
- القضيبية
- سوق المنامة
- السقيه
- الغريفة
- السلمانية
- القفول
- الحورة الحداده
- السويفية
- طشان

## المواصلات في المنامة
تعتبر المواصلات العامة في المنامة ممتازة إلى حدٍ كبير خصوصا بعد انطلاق شركة تكسي الوطنية مع وجود العديد من سيارات الأجرة الخاصة إلى جانب سيارات البيك آب، ويقوم مطار البحرين الدولي والذي يقع في المحرق بخدمة المواصلات في المنامة، وأيضا ميناء خليفة بن سلمان الذي يقع في جزيرة المحرق، حيث يستقبل العديد من الباخرات السياحية كل يوم، كما يربط المنامة العاصمة ثلاثة جسور وهم جسر الشيخ حمد وجسر الشيخ خليفة بن سلمان وجسر الشيخ عيسى بن سلمان.
كما توفر العديد من مكاتب تأجير السيارات خدمة التوصيل مع سائق بالإضافة إلى التأجير اليومي والإسبوعي والشهري للمركبات الصغيرة والمتوسطة والكبيرة.

## الحركة السياحية في المنامة
تتمتع المنامة بالعديد من المقومات السياحية، من المتاحف والأماكن الأثرية إلى جانب العديد من المجمعات التجارية المنتشرة في جميع أقطار المملكة الصغيرة مثل السيتي سنتر والسيف مول والدانة مول والعالي مول والبحرين مول ويتيم مول والزينة مول ومدينة عيسى مول والإنماء مول وسترة مول والرملي مول والواحة مول إلى جانب الأسواق الشعبية مثل سوق المحرق القديم وسوق المنامة القديم والسوق الشعبي في مدينة عيسى وسوق واقف وسوق الرفاع وبوكوارة وجد علي،
كما تم اختيار المنامة كعاصمة للسياحة العربية للعام 2013، وعاصمة للسياحة الآسيوية لعام 2014.
منتجعات سياحية:-

1- منتجع وفندق البندر السياحي
2- منتجع نوفوتيل الدانة
3- منتجع سبا قصر العربين
1. منتجع سوفوتيل الزلاق

فنادق 5 نجوم :-

1- فندق الخليج
2- فندق الشيراتون
3- فندق الدبلومات
1. فندق الرتز كارلتون

مدن ألعاب وملاهي:-

1- مدينة ألعاب عين عذاري
2- المدينة المائية للألعاب
3- مدينة الألعاب المائية واهوووو
1. المدينة المائية جنة دلمون المفقودة

مقاهي ومطاعم:

1- مطعم ومقهى البنديرة (المنامة)
2- مطعم ومقهى آريزونا (المنامة)
3- مقهى ليالي زمان (كورنيش النادي البحري)
1. مقهى الكهف (جزيرة أمواج - المحرق)

## صور من المنامة

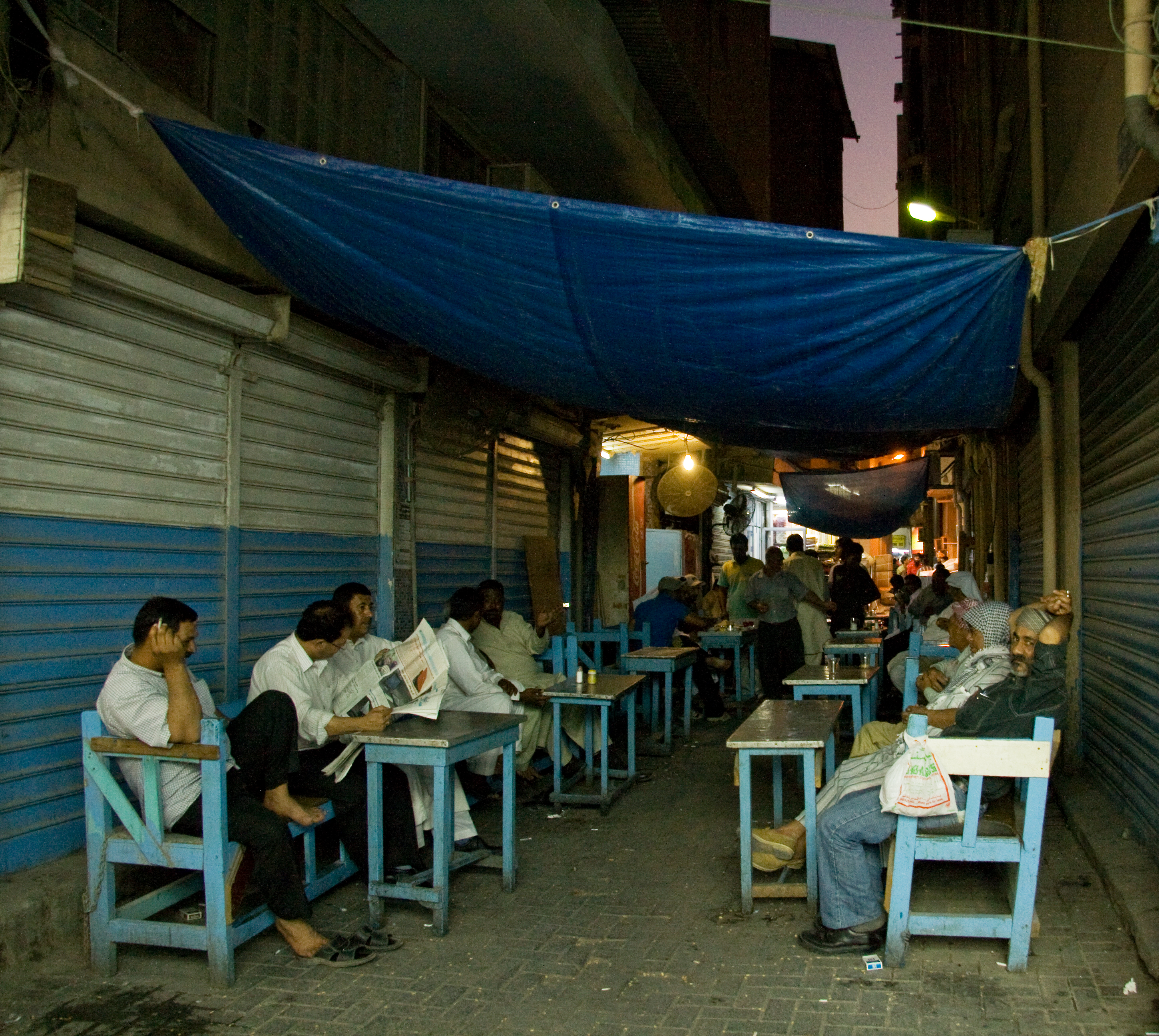
أحد المقاهي الشعبية في وسط المنامة
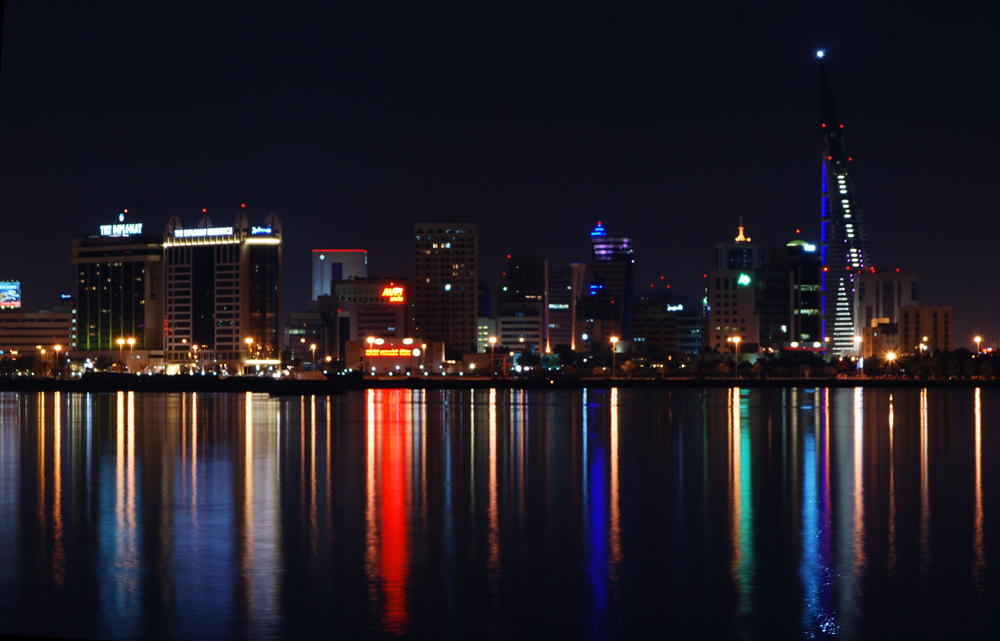
صورة لمدينة المنامة التقطت من سواحل المحرق
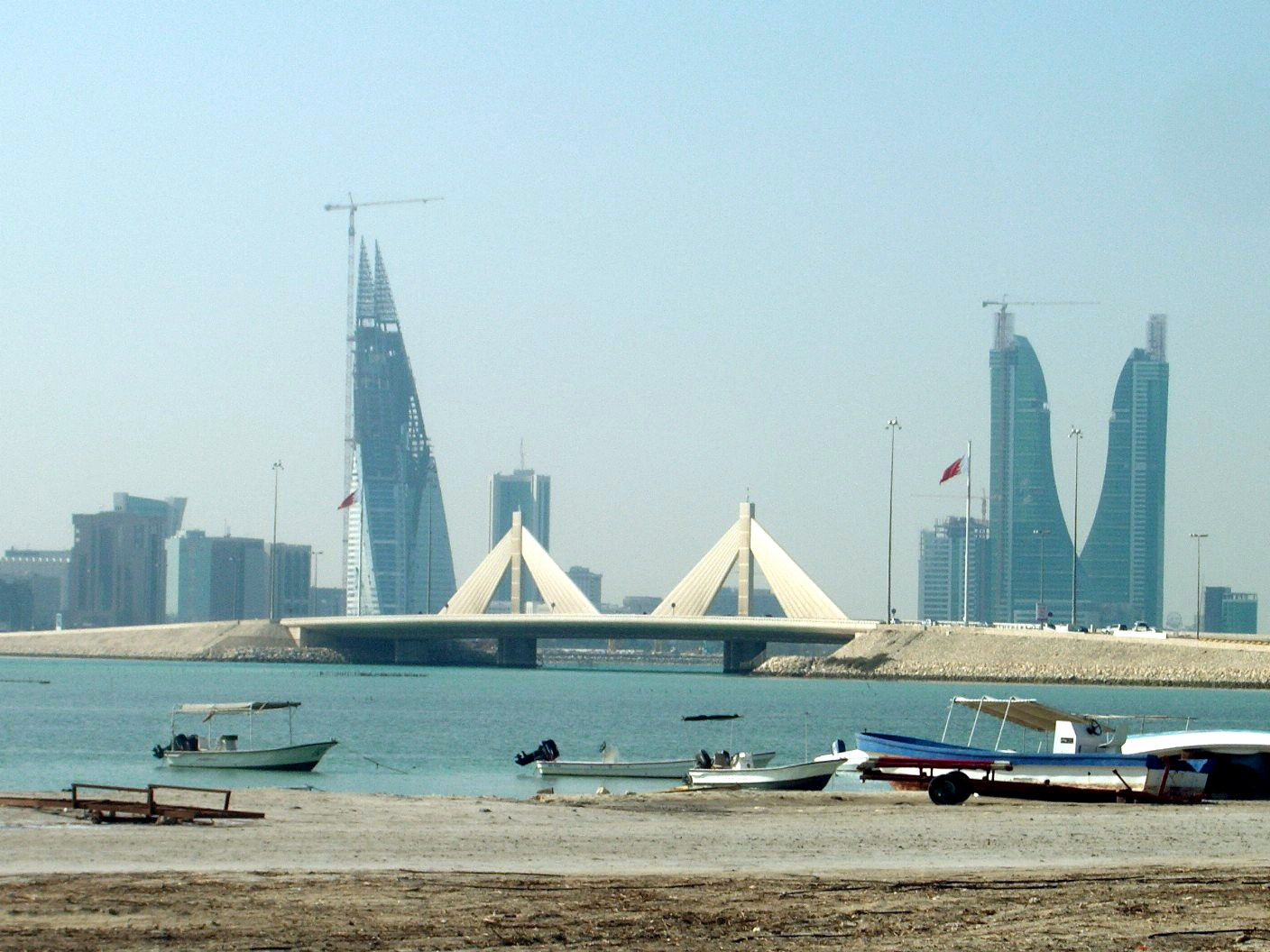
جسر الشيخ عيسى بين المنامة والمحرق
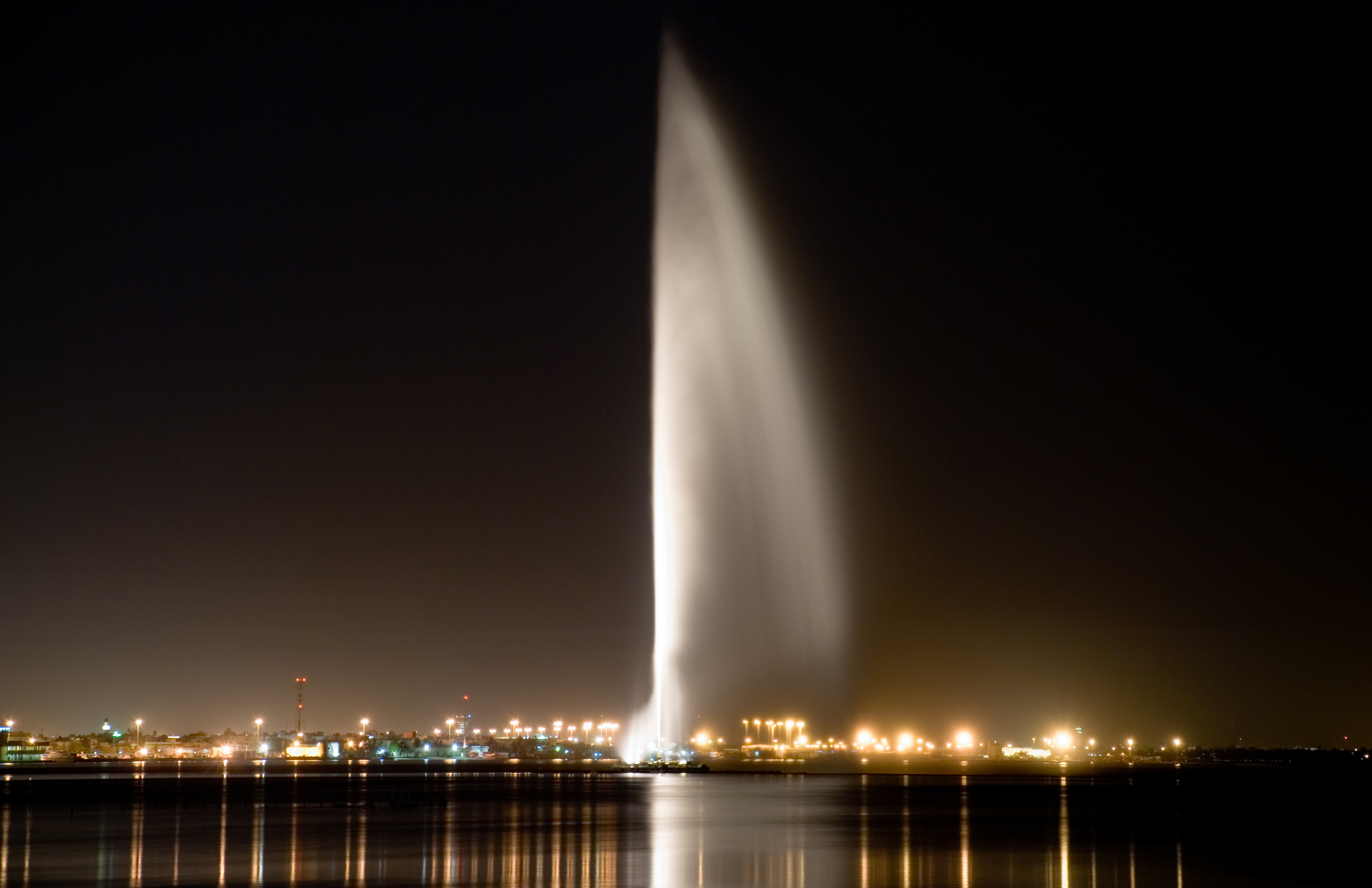
نافورة البحرين ارتفاعها 404 متر
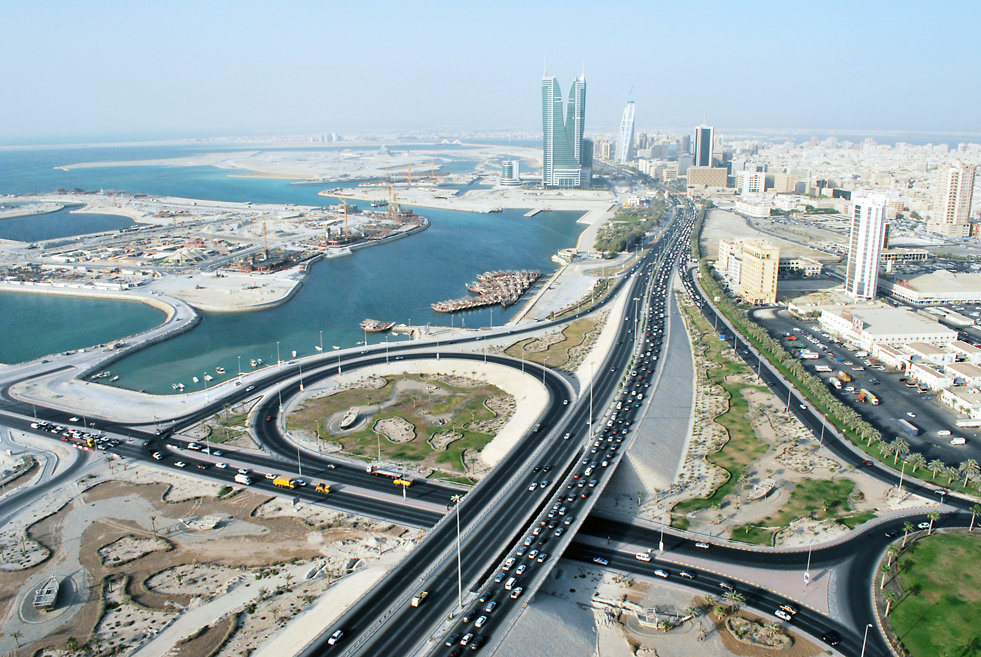
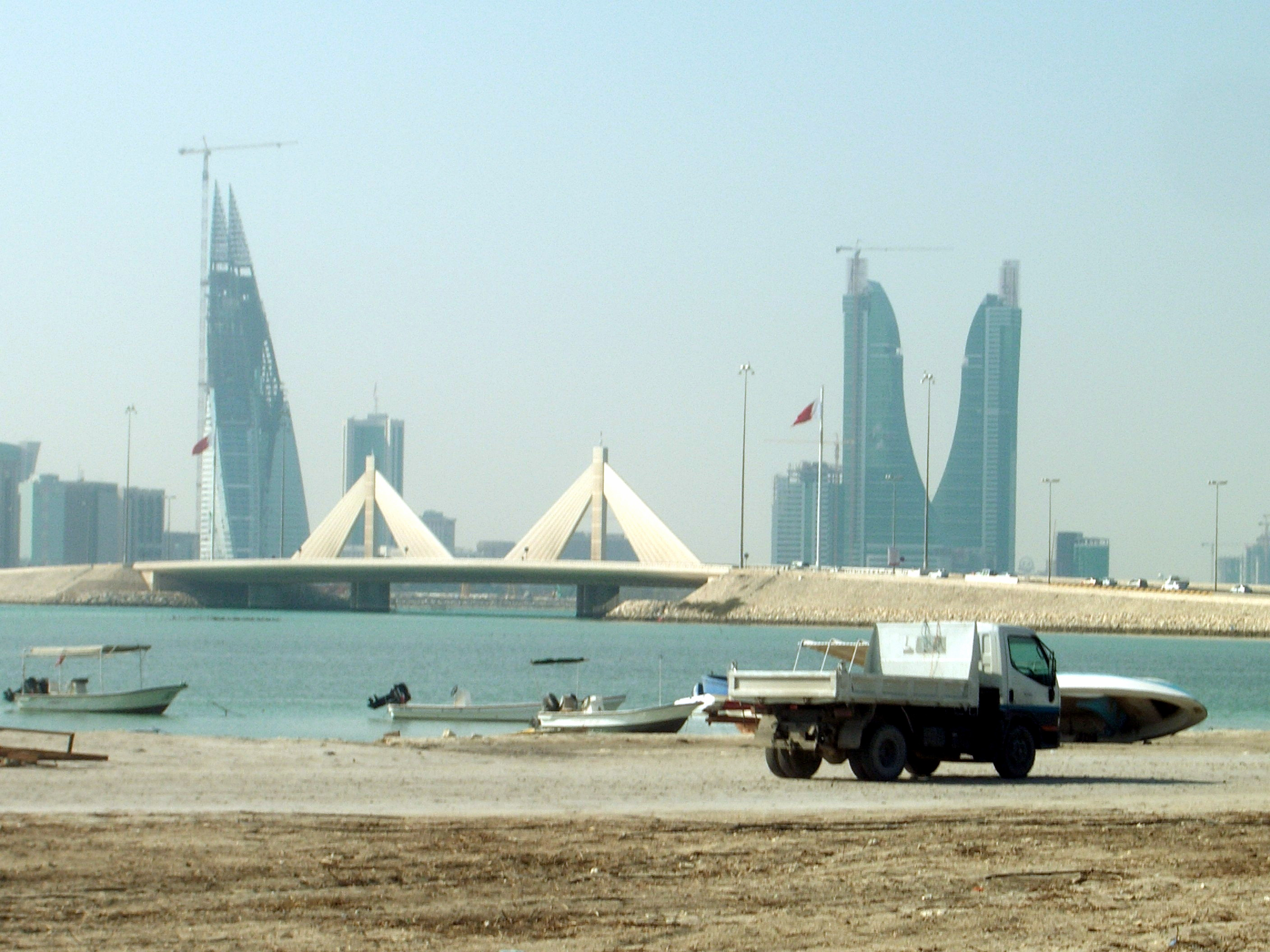
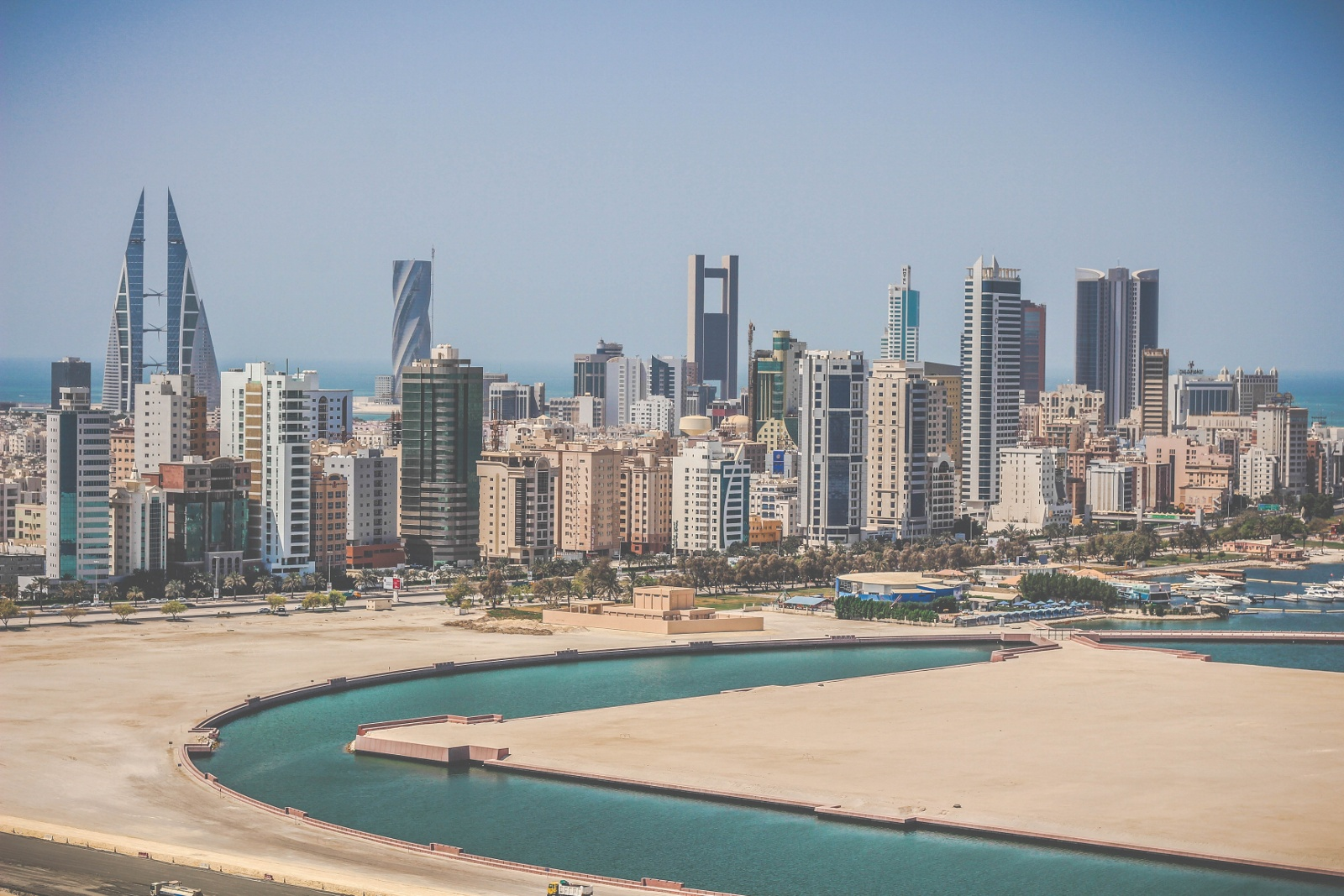
ناطحات السحاب في المنامة.

## وصلات خارجية
- بلدية المنامة